# Stefan Ćwiok
Stefan Franciszek Ćwiok (ur. 9 lipca 1933 w Przerytym Borze, zm. 16 czerwca 2003 w Warszawie) – polski fizyk, prof. dr hab. Politechniki Warszawskiej.

## Życiorys
Po złożeniu egzaminu dojrzałości rozpoczął studia na krakowskiej Akademii Górniczo-Hutniczej, po dwóch latach wstąpił na Wydział Fizyki Uniwersytetu im. Łomonosowa w Moskwie. Po uzyskaniu w 1964 tytułu magistra fizyki przeprowadził się do Warszawy i rozpoczął pracę naukową na Wydziale Fizyki Uniwersytetu Warszawskiego. W 1969 ukończył tam studia doktoranckie i z tytułem doktora fizyki pracował jako adiunkt. W 1973 przechodzi na równoległe stanowisko do Instytutu Fizyki Politechniki Warszawskiej. W 1989 otrzymuje stopień doktora habilitowanego, w 1995 profesora nadzwyczajnego, a w 1998 profesora zwyczajnego. Stefan Ćwiok jest autorem wielu znaczących prac naukowych dotyczących fizyki jądrowej.
Zmarł 16 czerwca 2003 w Warszawie, spoczywa w katolickiej kwaterze 67-4-14 na Cmentarzu Prawosławnym w Warszawie.